# Stazione meteorologica di Barisciano
La stazione meteorologica di Barisciano è la stazione meteorologica di riferimento relativa alla località di Barisciano.

## Coordinate geografiche
La stazione meteorologica si trova nell'area climatica dell'Italia centrale, in cui è compreso l'intero territorio regionale dell'Abruzzo, in provincia dell'Aquila, nel comune di Barisciano, a 810 metri s.l.m. e alle coordinate geografiche 42°19′N 13°35′E.

## Dati climatologici
In base alla media trentennale di riferimento 1961-1990, la temperatura media del mese più freddo, gennaio, si attesta a +2,3 °C; quella del mese più caldo, agosto, è di +21,1 °C .
| BARISCIANO         | Mesi | Mesi | Mesi | Mesi | Mesi | Mesi | Mesi | Mesi | Mesi | Mesi | Mesi | Mesi | Stagioni | Stagioni | Stagioni | Stagioni | Anno |
| BARISCIANO         | Gen  | Feb  | Mar  | Apr  | Mag  | Giu  | Lug  | Ago  | Set  | Ott  | Nov  | Dic  | Inv      | Pri      | Est      | Aut      | Anno |
| ------------------ | ---- | ---- | ---- | ---- | ---- | ---- | ---- | ---- | ---- | ---- | ---- | ---- | -------- | -------- | -------- | -------- | ---- |
| T. max. media (°C) | 6,3  | 8,0  | 11,3 | 15,4 | 20,2 | 24,5 | 28,3 | 29,0 | 24,5 | 17,5 | 11,6 | 8,1  | 7,5      | 15,6     | 27,3     | 17,9     | 17,1 |
| T. min. media (°C) | −1,7 | −1,5 | 1,0  | 4,2  | 7,5  | 10,9 | 13,0 | 13,3 | 10,0 | 6,6  | 2,9  | 0,1  | −1,0     | 4,2      | 12,4     | 6,5      | 5,5  |